# Ožerel'e
Ožerel'e (in russo Ожерелье?; anche traslitterata come Ožerele, Ožerel'je, Ozherelye) è una cittadina della Russia europea centrale (oblast' di Mosca), situata 125 km a sud della capitale; era amministrativamente compresa nel distretto di Kašira.
La cittadina è attestata con questo nome fin dal 1578; risale al 1930 la costruzione di una stazione ferroviaria sulle linee Mosca-Saratov e Mosca-Donbass, mentre lo status di città è del 1958.

## Società

### Evoluzione demografica
Fonte: mojgorod.ru Archiviato il 17 marzo 2015 in Internet Archive.
- 1939: 5.500
- 1959: 11.900
- 1979: 14.400
- 1989: 16.200
- 2002: 11.113
- 2007: 10.700